# روبرت كرويشانك
روبرت كرويشانك (بالإنجليزية: John Abidemi Omoleh)‏ هو متسابق يخت بريطاني، ولد في 19 فبراير 1963.

## وصلات خارجية
- روبرت كرويشانك على موقع أوليمبيديا (الإنجليزية)